# HD122989
HD122989 — хімічно пекулярна зоря спектрального класу B9, що має видиму зоряну величину в смузі V приблизно  8,9.
Вона  розташована на відстані близько 661,6 світлових років від Сонця.

## Фізичні характеристики
Телескоп Гіппаркос зареєстрував фотометричну змінність  даної зорі з періодом    1,68 доби в межах від  Hmin= 8,95 до  Hmax= 8,86.

## Пекулярний хімічний склад
Зоряна атмосфера HD122989 має підвищений вміст 
Si
.